# Kobayashi Hideo
Kobayashi Hideo (japanisch 小林 秀雄; * 11. April 1902; † 1. März 1983) war ein japanischer Literaturkritiker und Schriftsteller.

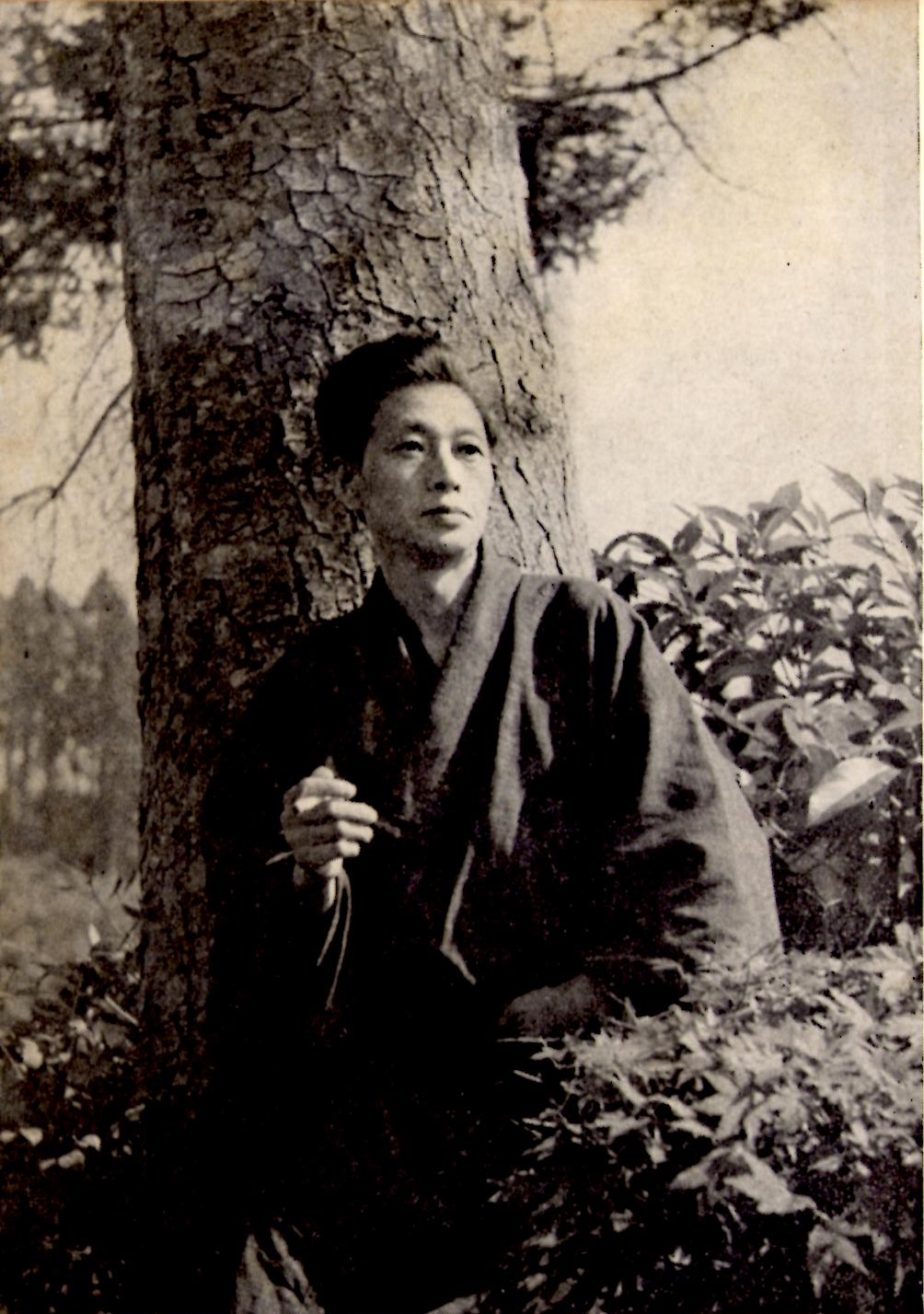
Kobayashi Hideo

## Leben
Kobayashi studierte französische Literatur an der Universität von Tokio. Seine literarische Karriere begann mit dem Gewinn eines zweiten Preises der Zeitschrift Kaizo für den kritischen Essay Samazama naru Isho. Er verfasste in den Folgejahren kritische Texte zur zeitgenössischen und klassischen Literatur, Philosophie und Kunst.
1931 wurde er Herausgeber der Literaturzeitschrift Bungaku-kai. Hier veröffentlichte er in einer Serie seine Biografie Dostojewskis und den Artikel Watakushi Shosetsu Ron, einen Angriff auf das in Japan populäre Genre der autobiographischen Novelle (watakushi shosetsu).
Während des Zweiten Weltkrieges setzte sich Kobayashi für die japanische Militärpolitik ein. Er veröffentlichte 1937 in der Zeitschrift Kaizo, einem führenden intellektuellen Magazin Japans, den Essay Senso ni tsuite (Über den Krieg) und berichtete auf mehreren Reisen (u. a. gemeinsam Kawabata Yasunari und Yokomitsu Riichi) aus Korea, China und der Mandschurei.
Nach dem Krieg wurde er wegen seiner Unterstützung der japanischen Kriegspolitik angegriffen, war jedoch keinen Repressionen ausgesetzt und bewahrte seinen Ruf als bedeutender Literaturkritiker. Er veröffentlichte 1946 Mujo to iu koto (Auf der Durchreise), dem eine Mozart-Biografie und eine Ausgabe der Briefe Dostojewskis folgten. Er übersetzte Werke von Charles Baudelaire und Arthur Rimbaud. Bücher wie Watashi no jinseikan (engl.: My View of Life) und Kangaeru hinto (engl.: Hints for Thinking) wurden Bestseller.

## Auszeichnungen
- 1958 Noma-Literaturpreis für Kindai kaiga (近代絵画)
- 1963 als „Person mit besonderen kulturellen Verdiensten“ geehrt
- 1967 wurde Kobayashi von Kaiser Hirohito mit dem Kulturorden (Bunka Kunshō) ausgezeichnet.
- 1978 Großer Preis für japanische Literatur für Motoori Norinaga (本居宣長)[1]

## Werke
- Hideo Kobayashi: Echtes und Gefälschtes. In: Blüten im Wind. Essays und Skizzen der japanischen Gegenwart. Erdmann, Tübingen 1981, ISBN 3-88639-506-5, S. 240 (japanisch: Shingan (真贋). Übersetzt von Barbara Yoshida-Krafft).
- Hideo Kobayashi: Meine Lebensauffassung. In: Japanische Geisteswelt. 1956, S. 328–329.